# Teufelsstein (Friedland)

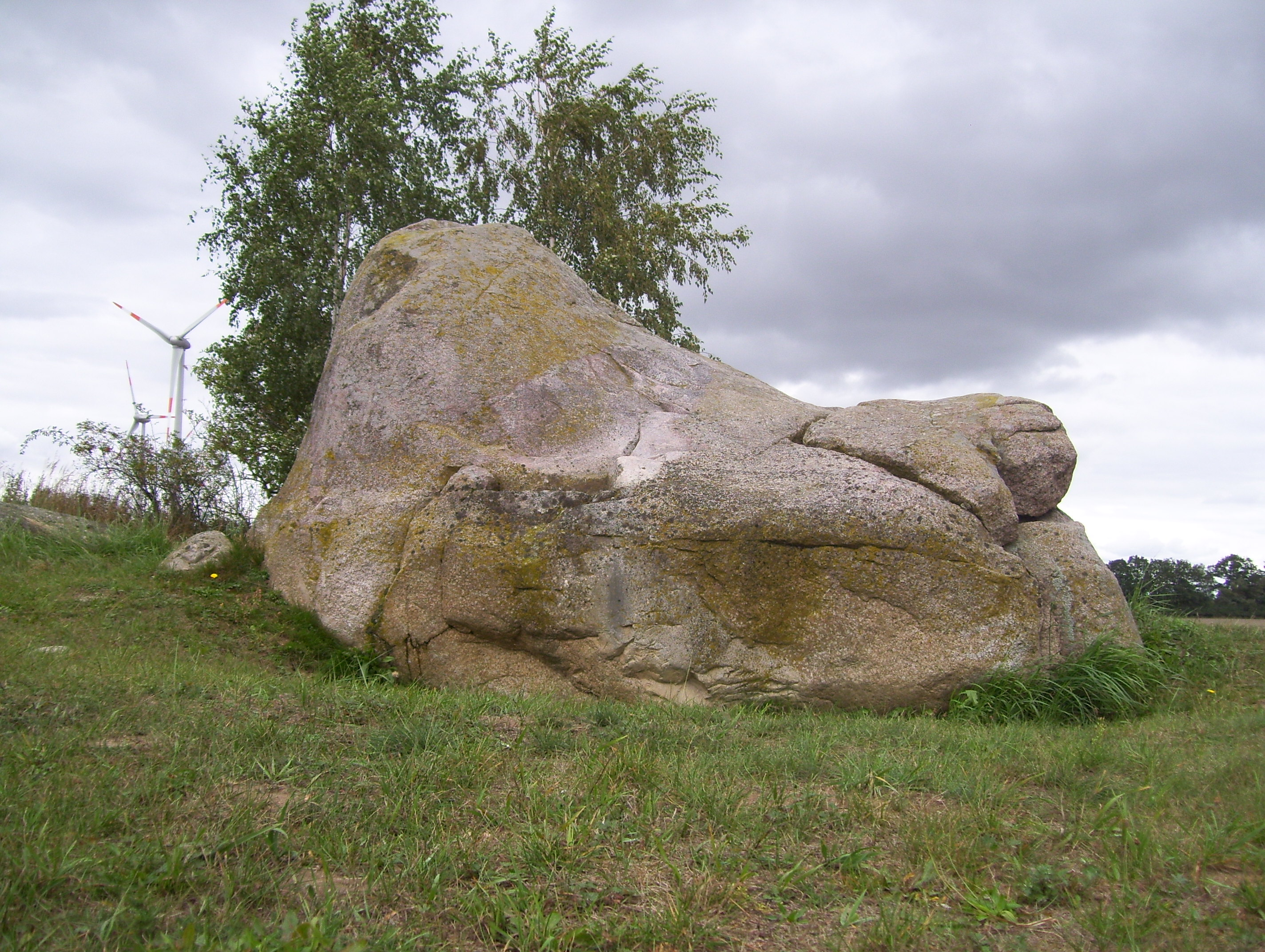
Teufelsstein

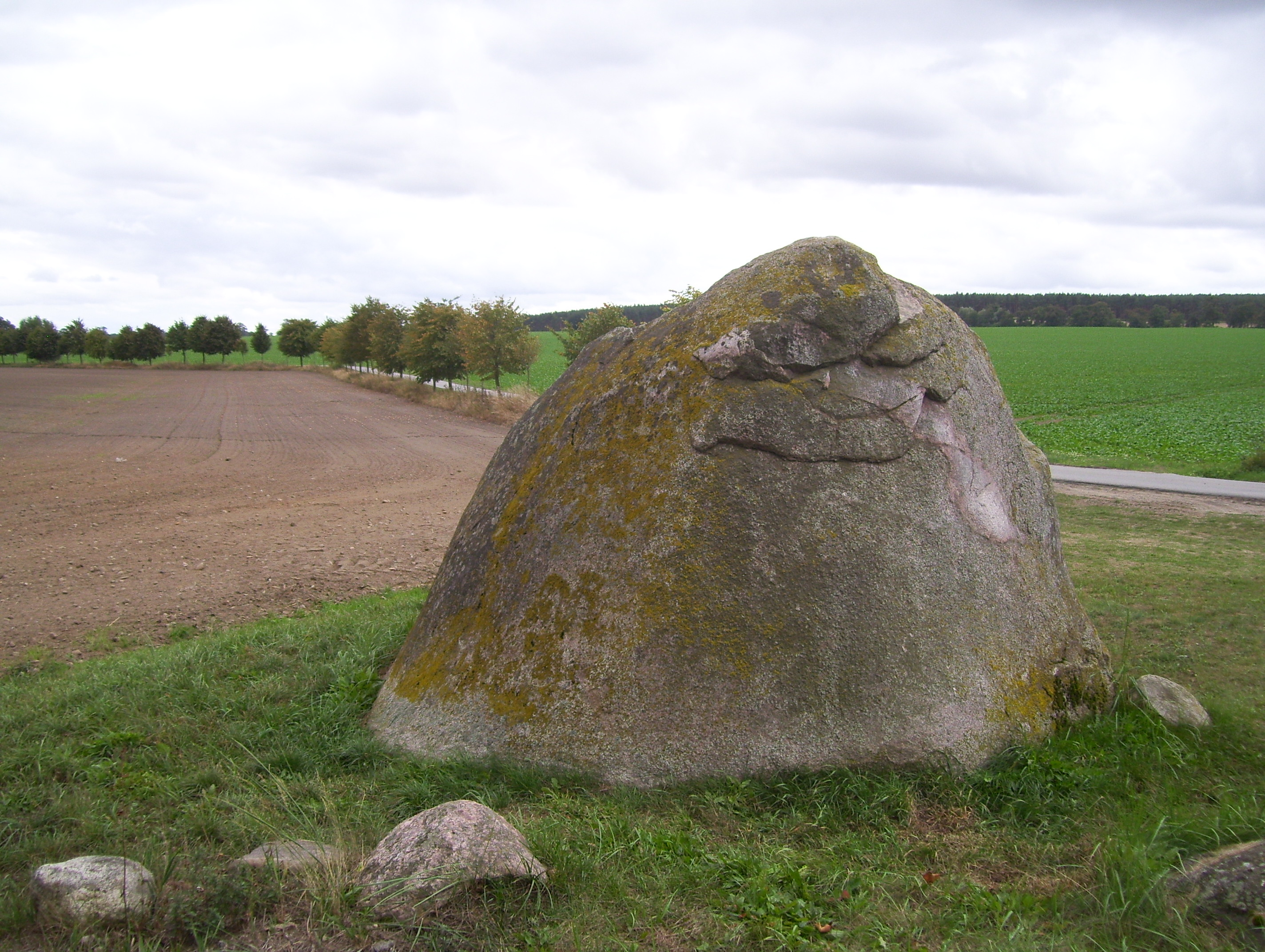
Nordseite

Der Teufelsstein ist ein Findling bei Hohenstein, einem Ortsteil von Friedland in Mecklenburg-Vorpommern. Er gehört zu den größten Findlingen im Landkreis Mecklenburgische Seenplatte. Der Stein ist als Geotop beim Landesamt für Umwelt, Naturschutz und Geologie Mecklenburg-Vorpommern unter der Nummer G2_048 erfasst.
Seine Länge beträgt 5,2 m, die Breite 4,8 m und die Höhe 3,2 m. Bei einem Umfang von 13 m hat er ein Volumen von 41,77 m3. Er besteht aus mittelkörnigem Granit und ist von einem hellroten Aplitgang durchzogen. Wegen seiner Form wird er auch als Hoher Stein bezeichnet.
Der Findling liegt auf der Grundmoräne der Mecklenburg-Phase der Weichsel-Kaltzeit. Der Gletscher, der den Stein aus Skandinavien, wahrscheinlich aus Schweden an seinen heutigen Ort brachte, bedeckte vor circa 13000 Jahren die Gegend und formte die nahe gelegene Stauchendmoräne der Brohmer Berge.
Bereits im Mittelalter war der Stein eine wichtige Landmarke. In seiner Nähe verlief die frühere Straße von Friedland nach Strasburg (Uckermark). Zur Zeit der Gründung der Stadt Friedland 1244 diente der Stein als Vermessungspunkt. Er markiert die Grenze der Gemarkungen zwischen Friedland und dem heutigen Ortsteil Hohenstein.
Südlich des Steins befand sich seit dem 15. Jahrhundert ein Krug, der noch 1780 in der Schmettauschen Karte als Gasthaus Hohen Steinkrug verzeichnet war. Später wurde die 1805 gegründete Meierei Liebeck nach dem Findling in Hohenstein benannt.
1988 wurde der Teufelsstein zum Naturdenkmal erklärt.
Einer Sage nach warf der Teufel den Stein aus den Brohmer Bergen nach der Friedländer Kirche, um diese zu zerstören. Der Stein fiel jedoch nach halben Wege auf die Erde.